# Deborah Nunes
Deborah Hannah Pontes Nunes (* 14. März 1993 in Recife) ist eine brasilianische Handballspielerin, die dem Kader der brasilianischen Nationalmannschaft angehört.

## Karriere
Deborah Nunes gehörte dem Kader der brasilianischen Mannschaft Metodista/São Bernardo an. Die Rückraumspielerin gewann mit Metodista 2012 die brasilianische Meisterschaft. Ein Jahr später reichte es für Metodista lediglich zum Vizemeistertitel. Ab Beginn der Saison 2019/20 stand sie beim russischen Erstligisten GK Astrachanotschka unter Vertrag. Als Nunes im März 2020 nach einem Auslandsaufenthalt gegen Quarantänevorschriften der COVID-19-Pandemie verstieß, wurde ihr Spielervertrag gekündigt. In der Saison 2021/22 stand sie beim spanischen Erstligisten CB Atlético Guardés unter Vertrag.
Deborah Nunes lief anfangs für die brasilianische Juniorinnen-Nationalmannschaft auf und wurde anschließend in den Kader der A-Nationalmannschaft aufgenommen. Mit der brasilianischen Auswahl nahm sie im Sommer 2013 an der Panamerikameisterschaft teil, bei der Brasilien den Titel gewann. Im Dezember desselben Jahres lief sie für ihr Land bei der Weltmeisterschaft in Serbien auf. Dort erzielte Nunes elf Tore in neun Begegnungen und errang den WM-Titel.